# Fluweelhoningzuiger
De fluweelhoningzuiger (Leptocoma aspasia synoniemen:Nectarinia sericea of Nectarinia aspasia) is een soort honingzuiger. Deze honingzuiger komt voor op Celebes en oostelijker tot de ver in Nieuw-Guinea.

## Kenmerken
De fluweelhoningzuiger is 11 cm groot. Hij heeft een dunne naar beneden gebogen snavel en een buisvormige tong met een borstelvormig uiteinde om nectar meer op te zuigen. Mannetje en vrouwtje zijn onderling verschillend. Er zijn 22 ondersoorten beschreven.
Het mannetje van de fluweelhoningzuiger is van geheel zwart met een blauwe metaalglans over het hele verenkleed. Het vrouwtje ziet er totaal anders uit met een bleekgele buik, olijfkleurige rug en vleugels, grijze kop en een lichtgrijze keel.

## Verspreiding en leefgebied
De fluweelhoningzuiger komt voor oostelijk van de lijn van Wallace op Celebes, de Molukken en geheel Nieuw-Guinea en de nabij gelegen eilanden. Het is een vogel van enigszins aangetaste bosgebieden, mangrove, randen van regenwoud en tuinen, maar is afwezig in dichte bossen. Hij foerageert vooral op insecten, maar ook op de nectar van bloemen.
De soort telt 22 ondersoorten:
- L. s. talautensis: Talaudeilanden.
- L. s. sangirensis: Sangihe-eilanden.
- L. s. grayi: noordelijk Celebes.
- L. s. porphyrolaema: centraal en zuidelijk Celebes.
- L. s. auriceps: van de noordelijke Molukken tot oostelijk Celebes.
- L. s. auricapilla: Kayoa ten westen van Halmahera.
- L. s. aspasioides: de zuidelijk Molukken en de Aru-eilanden.
- L. s. proserpina: Buru.
- L. s. chlorolaema: de Kei-eilanden.
- L. s. mariae: Kofiau.
- L. s. cochrani: West-Papoea.
- L. s. sericea: Nieuw-Guinea.
- L. s. maforensis: Numfor.
- L. s. salvadorii: Japen.
- L. s. nigriscapularis: Meos Num en Rani.
- L. s. mysorensis: Biak en de Schouteneilanden.
- L. s. veronica: Liki.
- L. s. cornelia: Tarawai.
- L. s. christianae: de eilanden nabij zuidoostelijk Nieuw-Guinea.
- L. s. caeruleogula: Nieuw-Brittannië en Umboi.
- L. s. corinna: de noordelijke Bismarckarchipel (behalve Feni).
- L. s. eichhorni: Feni.

## Status
De fluweelhoningzuiger heeft een groot verspreidingsgebied en daardoor alleen al is de kans op de status kwetsbaar (voor uitsterven) uiterst gering. De grootte van de populatie is niet gekwantificeerd. De vogel is algemeen en er is geen aanleiding te veronderstellen dat de soort in aantal achteruit gaat. Om deze redenen staat deze honingzuiger als niet bedreigd op de Rode Lijst van de IUCN.